# Qualitätsentwicklung in beruflichen Schulen
Das Projekt Qualitätsentwicklung in beruflichen Schulen war ein Pilotprojekt zur Steigerung der Bildungsqualität an den  Berufsschulen in Berlin.

## Inhalte
Die Schulentwicklung soll speziell durch Schulprogramme gefördert werden. Bis Februar 2006 arbeiteten Schulen nicht mit Steuerungsmodellen nach wirtschaftsnahem Vorbild, im Rahmen dieses Pilotprojektes soll der Einsatz der Balanced Scorecard als Steuerungsinstrument geprüft werden.
Die Schulen entwickeln mittels der Balanced Scorecard Kennzahlensysteme, um einzelne organisationale Bereiche bewerten und Ressourcen besser strukturieren zu können.
Doch die Balanced Scorecard muss für Schulen angepasst werden, da Schulen Einschränkungen unterliegen, die Unternehmen nicht kennen und die Einfluss auf die Balanced Scorecard nehmen.
Deshalb wurde im Projekt ein neues Modell der BSC für Schulen konstruiert. Der klassische Begriff des Kunden wurde durch die Perspektive Schulpartner ersetzt. Darunter sind Schüler, Absolventen und deren Arbeitgeber zu verstehen. Schulen sind auch nicht auf Rentabilität steuerbar, so dass die Finanzperspektive in Wirtschaftlichkeit abgewandelt wurde.
Zur Unterstützung des Entwicklungsprozesses wurden Modellvorstellungen entwickelt, wie unter den spezifischen Rahmenbedingungen Kennziffern der BSC aussehen können.
Mit diesen einzelnen Bausteinen können Schulen individuell eine BSC entwickeln und implementieren.
Die im Projekt entwickelte Implementierungs-Road-Map weist große Ähnlichkeit mit Modell aus Non-Profit-Organisationen auf. Es werden folgende Schritte gegangen: Vision/Leitbild entwickeln, Ziele ableiten, Kennziffern für die Zielerreichung definieren, Evaluationsinstrumente entwickeln, Maßnahmen beschreiben, Verantwortlichkeiten/Termine vereinbaren, Abschlussevaluation durchführen, Schlussfolgerungen ziehen und weitere Vorgehensweise bestimmen.
Schwierigkeiten ergeben sich bei der Etablierung des Steuerungsinstruments in die Organisationskultur. Die Transferleistung ist hoch und kann vor allem durch Kommunikation erbracht werden. Mittel hierzu sind eine Steuerkarte und die Verzahnung über sie sowie Tiefenbeeinflussung über die Gremien.
Auch im Kontext Führung gibt es Besonderheiten bei der Implementierung der BSC in die Schulen. Die Balanced Scorecard geht von Steuerung und Führung aus, das steht stellenweise im Widerspruch zur Schule, in der Führung kulturell anders geprägt ist als zum Beispiel in Unternehmen (vgl. Schulleitung).

## Träger
Das Projekt wird durch den Rationalisierungs- und Innovationszentrum der Deutschen Wirtschaft e. V. (RKW) Berlin-Brandenburg durchgeführt und aus Mitteln der Senatsverwaltung für Bildung, Wissenschaft und Forschung Berlin sowie aus Mitteln des Europäischen Sozialfonds gefördert. Das Projekt lief bis Dezember 2008 und fand in Kooperation mit der Humboldt-Universität zu Berlin, der Johannes Gutenberg-Universität Mainz und dem Landesinstitut für Schule und Medien Berlin-Brandenburg statt.